# Eat Me, Drink Me
Eat Me, Drink Me er titlen på Marilyn Mansons syvende studioalbum, som blev udgivet 5. juni 2007 på verdensplan. Pladen blev indspillet fra oktober 2006 til februar 2007 i et hjemmestudie i Hollywood, Californien, som sanger og sangskriver Marilyn Manson og guitarist Tim Skold havde lejet til anledningen. Pladen, som får en blandet modtagelse, både på hitlisterne og af pressen, er produceret af Skold og Manson – og mixet af Sean Beavan. Projektet var udelukkende et samarbejde mellem Tim Skold og Marilyn Manson selv, som sidstnævnte afslørede ved et pressekonference i april 2007, kort før dens udgivelse. I begyndelsesstadiet besad de omkring 20 sange, alle skrevet af Sköld, to af disse kom ikke på albummet, hertil tilførte Manson tekst og vokal. Manson har udtalt at det var problematisk at klippe kompositionerne til, men følte sig dog nødsaget for at undgå at helheden ville blive "diluted" (dvs. udvandet). Albummet bliver udgivet samme dato i juni 2007 i to eksemplarer: en standard og en såkaldt collector's edition.

## Spor
1. "If I Was Your Vampire" – 5:56
2. "Putting Holes In Happiness" – 4:31
3. "The Red Carpet Grave" – 4:05
4. "They Said That Hell's Not Hot" – 4:17
5. "Just A Car Crash Away" – 4:55
6. "Heart-Shaped Glasses (When the Heart Guides the Hand)" – 5:05
7. "Evidence" – 5:19
8. "Are You The Rabbit?" – 4:14
9. "Mutilation Is The Most Sincere Form Of Flattery" – 3:52
10. "You And Me And The Devil Makes 3" – 4:24
11. "Eat Me, Drink Me" – 5:40

Bonusnumre:
1. "Heart-Shaped Glasses (When the Heart Guides the Hand)" (Inhuman Remix af Jade E Puget) (International Bonus Track) – 4:07
2. "Heart-Shaped Glasses (When the Heart Guides the Hand)" (Space Cowboy Remix) (Australia & UK Bonus Track) – 5:22
3. "Putting Holes in Happiness" (Akustisk Version) (Japan Bonus Track) – 4:10